# Nuova Iniziativa Croata
La Nuova Iniziativa Croata (in croato Nova hrvatska inicijativa, NHI) è stato un partito politico della Bosnia ed Erzegovina.

## Storia
L'NHI venne fondato nel 1998 con il nome di Unione Democratica Croata della Bosnia ed Erzegovina (BHHDZ). Poco dopo la sua fondazione, cambiò nome in Nuova Iniziativa Croata.  
Nelle elezioni locali del 2004, l'NHI iniziò la collaborazione con l'HSS BiH, guidato da Marko Tadić. Dopo diversi mesi di negoziato, il 1° ottobre 2007 venne costituita la nascita del nuovo partito unificato Partito Contadino Croato - Nuova Iniziativa Croata (HSS-NHI) e l'NHI venne sciolto ufficialmente. 